# Remoiville
Pour les articles homonymes, voir Remoiville (homonymie).
Remoiville est une commune française située dans le département de la Meuse, en région Grand Est. Remoiville fait partie de la Lorraine gaumaise.

## Géographie
|                        | Iré-le-Sec |          |
| Louppy-sur-Loison      | Remoiville | Marville |
| Brandeville Bréhéville | Jametz     | Delut    |

### Hydrographie
La commune est dans le bassin versant de la Meuse au sein du bassin Rhin-Meuse. Elle est drainée par le Loison, le ruisseau de Braconrupt, le ruisseau de la Daridelle et le ruisseau la Losange,.
Le Loison, d'une longueur de 53 km, prend sa source dans la commune de Loison et se jette  dans la Chiers à Chauvency-le-Château, après avoir traversé 17 communes. 

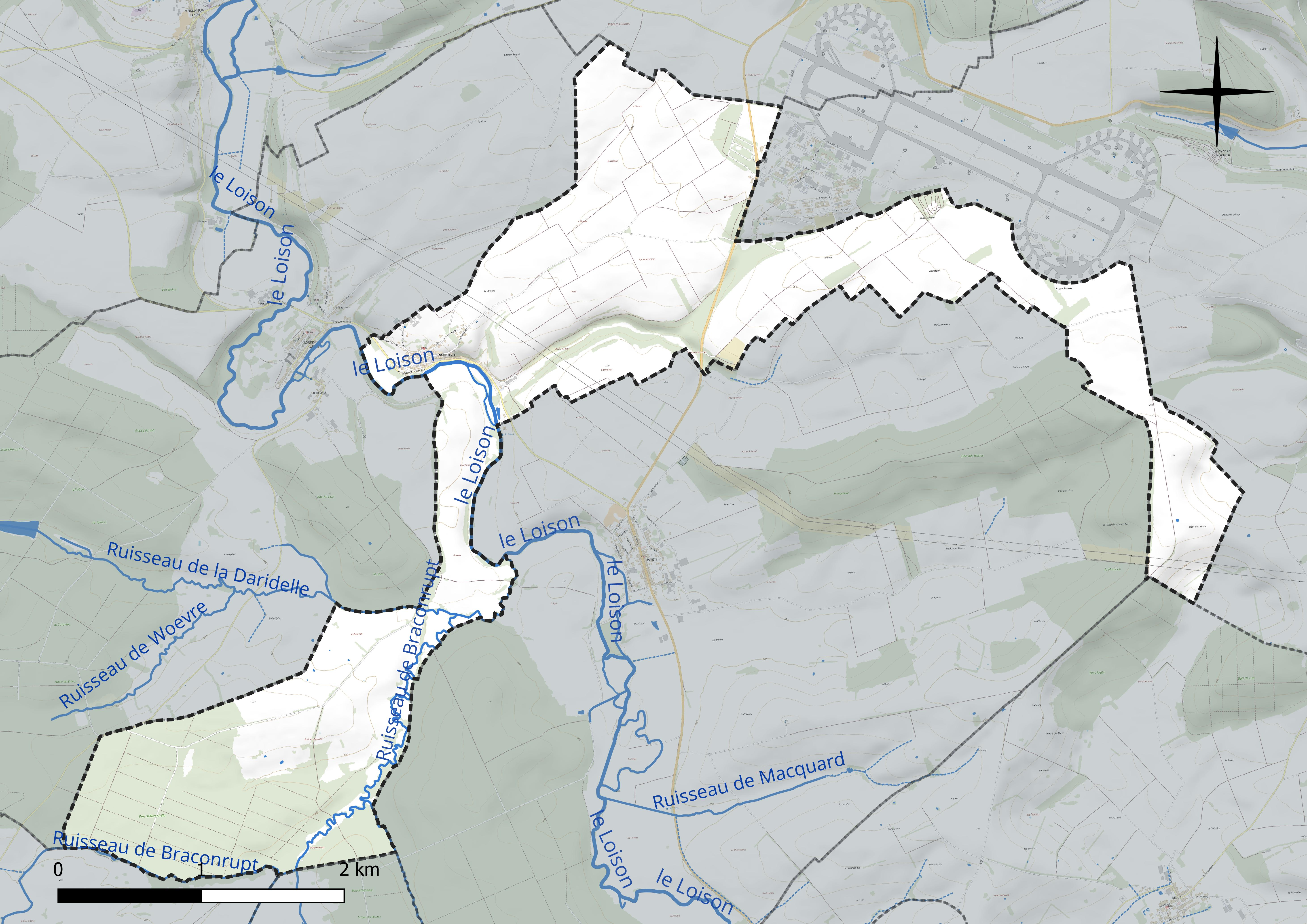
Réseau hydrographique de Remoiville.

Le ruisseau de Braconrupt, d'une longueur de 10 km, prend sa source dans la commune de Brandeville et se jette  dans le Loison à Jametz, après avoir traversé quatre communes. 

### Climat
Pour des articles plus généraux, voir Climat du Grand Est et Climat de la Meuse.
En 2010, le climat de la commune est de type climat de montagne, selon une étude du Centre national de la recherche scientifique s'appuyant sur une série de données couvrant la période 1971-2000. En 2020, Météo-France publie une typologie des climats de la France métropolitaine dans laquelle la commune est dans une zone de transition entre le climat océanique altéré et le climat océanique altéré et est dans la région climatique  Lorraine, plateau de Langres, Morvan, caractérisée par un hiver rude (1,5 °C), des vents modérés et des brouillards fréquents en automne et hiver. 
Pour la période 1971-2000, la température annuelle moyenne est de 9,4 °C, avec une amplitude thermique annuelle de 15,6 °C. Le cumul annuel moyen de précipitations est de 915 mm, avec 13,8 jours de précipitations en janvier et 9,6 jours en juillet. Pour la période 1991-2020, la température moyenne annuelle observée sur la station météorologique de Météo-France la plus proche, « Mouzay », sur la commune de Mouzay à 11 km à vol d'oiseau, est de 10,6 °C et le cumul annuel moyen de précipitations est de 789,5 mm. 
La température maximale relevée sur cette station est de 40,4 °C, atteinte le 24 juillet 2019 ; la température minimale est de −15,3 °C, atteinte le 20 décembre 2009,,. 
Les paramètres climatiques de la commune ont été estimés pour le milieu du siècle (2041-2070) selon différents scénarios d'émission de gaz à effet de serre à partir des nouvelles projections climatiques de référence DRIAS-2020. Ils sont consultables sur un site dédié publié par Météo-France en novembre 2022.

## Urbanisme

### Typologie
Au 1er janvier 2024, Remoiville est catégorisée commune rurale à habitat dispersé, selon la nouvelle grille communale de densité à sept niveaux définie par l'Insee en 2022.
Elle est située hors unité urbaine et hors attraction des villes,.

### Occupation des sols
L'occupation des sols de la commune, telle qu'elle ressort de la base de données européenne d’occupation biophysique des sols Corine Land Cover (CLC), est marquée par l'importance des territoires agricoles (73,4 % en 2018), une proportion sensiblement équivalente à celle de 1990 (73,5 %). La répartition détaillée en 2018 est la suivante : 
terres arables (54,9 %), forêts (22 %), prairies (18,5 %), zones urbanisées (2,8 %), zones industrielles ou commerciales et réseaux de communication (1,7 %). L'évolution de l’occupation des sols de la commune et de ses infrastructures peut être observée sur les différentes représentations cartographiques du territoire : la carte de Cassini (XVIIIe siècle), la carte d'état-major (1820-1866) et les cartes ou photos aériennes de l'IGN pour la période actuelle (1950 à aujourd'hui).

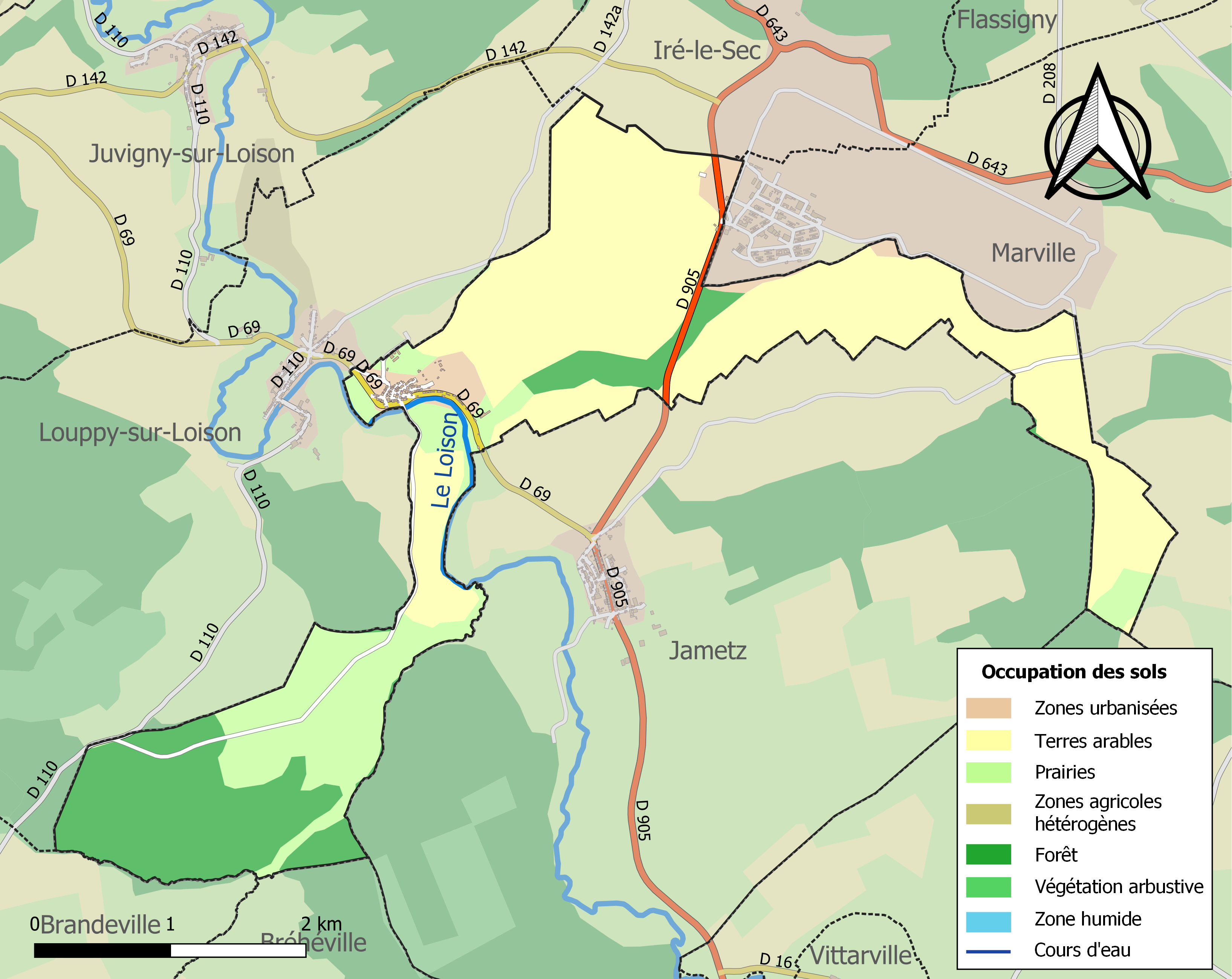
Carte des infrastructures et de l'occupation des sols de la commune en 2018 (CLC).

## Toponymie
Remonis-villa et Remoni-villa (1096), Ramondi-villa (1179), Remouaville (1607), Remoyville (1656)[réf. nécessaire].

## Politique et administration
| Période                                  | Période                   | Identité                                  | Étiquette | Qualité        |
| ---------------------------------------- | ------------------------- | ----------------------------------------- | --------- | -------------- |
| Les données manquantes sont à compléter. |                           |                                           |           |                |
|                                          |                           | Jean Mars (1693-1775)                     |           |                |
| 1781                                     | 1785                      | Guillaume Mars (1730-1801)                |           |                |
| 1822                                     | 1824                      | Jean-Baptiste Person (1754-1824)          |           |                |
| avant 1988                               | ?                         | Michel Niclot                             |           |                |
| mars 2001                                | mars 2008                 | Lysiane Reter                             |           |                |
| mars 2008                                | En cours (au 23 mai 2020) | Guy Collin Réélu pour le mandat 2020-2026 |           | Ancien ouvrier |

## Population et société

### Démographie
L'évolution du nombre d'habitants est connue à travers les recensements de la population effectués dans la commune depuis 1793. Pour les communes de moins de 10 000 habitants, une enquête de recensement portant sur toute la population est réalisée tous les cinq ans, les populations de référence des années intermédiaires étant quant à elles estimées par interpolation ou extrapolation. Pour la commune, le premier recensement exhaustif entrant dans le cadre du nouveau dispositif a été réalisé en 2008.

En 2022, la commune comptait 130 habitants, en évolution de −2,99 % par rapport à 2016 (Meuse : −4,4 %, France hors Mayotte : +2,11 %).
| 1793 | 1800 | 1806 | 1821 | 1831 | 1836 | 1841 | 1846 | 1851 |
| ---- | ---- | ---- | ---- | ---- | ---- | ---- | ---- | ---- |
| 315  | 366  | 390  | 452  | 479  | 475  | 486  | 506  | 519  |

| 1856 | 1861 | 1866 | 1872 | 1876 | 1881 | 1886 | 1891 | 1896 |
| ---- | ---- | ---- | ---- | ---- | ---- | ---- | ---- | ---- |
| 471  | 513  | 457  | 463  | 474  | 418  | 343  | 357  | 326  |

| 1901 | 1906 | 1911 | 1921 | 1926 | 1931 | 1936 | 1946 | 1954 |
| ---- | ---- | ---- | ---- | ---- | ---- | ---- | ---- | ---- |
| 321  | 305  | 277  | 171  | 188  | 161  | 146  | 142  | 376  |

| 1962 | 1968 | 1975 | 1982 | 1990 | 1999 | 2006 | 2008 | 2013 |
| ---- | ---- | ---- | ---- | ---- | ---- | ---- | ---- | ---- |
| 422  | 157  | 134  | 138  | 140  | 152  | 154  | 154  | 140  |

| 2018 | 2022 | - | - | - | - | - | - | - |
| ---- | ---- | - | - | - | - | - | - | - |
| 134  | 130  | - | - | - | - | - | - | - |

## Culture locale et patrimoine

### Lieux et monuments
- L'église Saint-Jacques (XVIIIe siècle).
- La Croix de Saint-Jacques du XVIIIe siècle  Inscrit MH (1935)[21].

### Personnalités liées à la commune
- Rémy Mars (1837-1892), directeur de ménagerie et dompteur, né le 17 septembre 1837 à Remoiville, décédé avec son épouse à Flers, commune française de l'Orne, le 29 août 1892, des suites de blessures faites par un ours brun de sa ménagerie, après avoir tenté de sauver son épouse[22].